# Philip Stanhope, 1:e earl av Chesterfield
Philip Stanhope, 1:e earl av Chesterfield, född 1584, död den 12 september 1656, var en engelsk aristokrat, son till sir John Stanhope, farfar till Philip Stanhope, 2:e earl av Chesterfield och James Stanhope, 1:e earl Stanhope. 
Stanhope blev knight 1605 och upphöjdes 1616 av Jakob I till baron Stanhope av Shelford och 1628 till earl av Chesterfield. När det engelska inbördeskriget bröt ut tog Chesterfield omedelbart parti för kung Karl I. En av hans söner, Philip, stupade den 27 oktober 1645 under försvar av hemmet, Shelford Manor. Redan ett par år tidigare hade Chesterfield själv varit tvungen att kapitulera i striden om Lichfield. Han dog i fångenskap tre och ett halvt år före restaurationen 1660.